# Дунайковский сельсовет
Дуна́йковский сельсовет — упразднённая административно-территориальная единица Быховского района Могилёвской области Белоруссии. Решением Быховского районного исполнительного комитета от 29 сентября 2011 года был упразднён. Населённые пункты относящиеся к нему были переданы Ямницкий сельсовет.

## Состав
Включал 10 населённых пунктов:
- Барсуки — деревня.
- Вьюн — деревня.
- Вязьма — деревня.
- Гамарня — деревня.
- Дедово — деревня.
- Дунаёк — деревня.
- Езва — деревня.
- Проточное — деревня.
- Тартак — посёлок.
- Хомичи — деревня.